# Млечково (Куявсько-Поморське воєводство)
Млечково (пол. Mleczkowo) — село в Польщі, у гміні Домброва-Біскупія Іновроцлавського повіту Куявсько-Поморського воєводства.
Населення — 152 особи (2011).
У 1975-1998 роках село належало до Бидгощського воєводства.

## Демографія
Демографічна структура станом на 31 березня 2011 року:
|          | Загалом | Допрацездатний вік | Працездатний вік | Постпрацездатний вік |
| -------- | ------- | ------------------ | ---------------- | -------------------- |
| Чоловіки | 73      | 15                 | 49               | 9                    |
| Жінки    | 79      | 12                 | 50               | 17                   |
| Разом    | 152     | 27                 | 99               | 26                   |